# Найт, Остен
Остен Константин Найт (англ. Awsten Constantine Knight, род. 17 января 1992, Хьюстон, Техас) — американский музыкант, певец и автор песен, вокалист и гитарист американской рок-группы Waterparks.

## Ранние годы
Остен Найт родился 17 января 1992 года в Хьюстоне, штат Техас. У него есть сестра по имени Грейси. Заинтересовался музыкой Найт ещё в четвёртом классе, когда услышал по радио группу Sum 41, а играть на гитаре он начал в 13 лет.
В 2011 году Найт вместе с Гейджем Мэтью и другими друзьями сформировали группу Waterparks, в надежде оторваться от музыкальной сцены Хьюстона, где доминируют хардкор-группы.

## Карьера

### Waterparks
Первое выступление группы прошло 17 августа 2012 года в Хьюстоне, штат Техас, совместно с Invent, Animate, DWHB, и Life as Lion. Их первый EP Airplane Conversations был выпущен 3 апреля 2012 года. Группа продолжала выступать по всему Техасу. Их второй EP Black Light вышел 5 июня 2014 года.
6 ноября 2015 года группа заключила договор с Equal Vision Records. После поиска продюсеров, группа выбрала близнецов Бэнджи Мэддена и Джоэла Мэддена из Good Charlotte в качестве своих менеджеров. 15 января 2016 группа выпустила свой мини-альбом под названием Cluster. Майки Уэй играл на бассах для этого мини-альбома. 19 ноября 2015 года группа выступила вместе с Good Charlotte в западном Голливуде, штат Калифорния.
Группа выступала на the Black Cat Tour, поддерживая группу Never Shout Never в 2016 году и на каждом концерте Warped Tour 2016. Ещё группа выступила на the End The Madness Tour, поддерживая Sleeping with Sirens в конце 2016 года. Группа участвовала в туре по Великобритании и Ирландии совместно с All Time Low, после чего продолжили выступать в рамках Young Renegades Tour, но уже на территории США.
31 августа 2016 года группа выпустила сингл «Stupid For You» для продвижения своего дебютного альбома Double Dare. Позднее они выпустили два дополнительных сингла «Hawaii (Stay Awake)» и «Royal». Сам альбом вышел 4 ноября 2016.
20 октября 2017 года группа анонсировала выход своего второго студийного альбома Entertainment. Вместе с анонсом группа выпустила сингл «Blonde» и клип на него. 3 декабря 2017 года группа выпустила второй сингл из этого альбома «Lucky People». 17 января 2018 года был выпущен третий и финальный сингл «Not Warriors». Полный альбом был выпущен 26 января при поддержке Equal Vision.
23 мая 2019 года группа выпустила первый сингл с грядущего альбома — «Turbulent», а также объявила, что подписала контракт с Hopeless Records. 12 августа вышел второй сингл «Watch What Happens Next» вместе с клипом. 16 августа вместе с клипом вышел третий сингл «Dream Boy». 12 сентября был выпущен четвёртый сингл «[Reboot]». 25 сентября вышел снигл «High Definition» вместе с клипом на него. Альбом Fandom вышел 11 октября 2019 года. 26 октября альбом достиг 2 строчки в чартах Billboard. 17 октября в качестве шестого сингла вместе с клипом была выпущена «Easy to Hate». 18 декабря группа выпустила свой первый лайв-альбом FANDOM (LIVE IN THE UK).
22 января 2020 года Остен в своем твиттере написал, что если за день его твит наберет 20 000 ретвиттов, то он выпустит новый альбом группы. К его удивлению, пост набрал 20 000 ретвиттов в течение нескольких часов, и Найт, сдержав слово, выпустил сборник невыпущенных демо 1 (A Collection of Unreleased Home Demos, This is Not G, or Even an Album, Shut Up Enjoy).
17 сентября 2020 года Остен вышел в прямой эфир в Инстаграме, в конце которого он включил новую песню и отрезал зеленые волосы, что означало, что эра FANDOM подошла к концу. 25 сентября вышел сингл «Lowkey As Hell», а 18 ноября был выпущен официальный клип. 1 января 2021 года в своем Твиттере Остен поделился тем, что в этом году выйдет новый альбом Waterparks.

### Другое
12 ноября 2019 года Остен выпустил свою первую книгу You’d Be Paranoid Too (If Everyone Was Out To Get You) (пер. с англ. «Вы Тоже Были Бы Параноиком (Если Бы Каждый Пытался Вас Достать)»), которая является автобиографией.